# Mikawa (Yamagata)
Mikawa (jap. 三川町 Mikawa-machi, deutsch ‚Stadt Mikawa‘, englisch Mikawa Town) ist eine Stadt (-machi) im Landkreis (-gun) Ost-Tagawa (Higashi-Tagawa) der japanischen Präfektur (-ken) Yamagata. Die ländliche Kleinstadt liegt etwas abseits der Küste in der Shōnai-Ebene zwischen den Städten Sakata und Tsuruoka im Zentrum der Region (-chihō) Shōnai. Mikawa ist Verwaltungssitz des für die Region zuständigen „allgemeinen Zweigamtes“ (sōgō-shichō) Shōnai der Präfekturverwaltung von Yamagata.
Es wird auch scherzhaft als die einzige Gemeinde in Yamagata vermarktet, in der es keine Yama (Berge) gibt.

## Geschichte
Als Dorfgemeinde entstand Mikawa (三川村 Mikawa-mura, deutsch ‚Dorf Mikawa‘, englisch Mikawa Village) 1955 im Zuge der Großen Shōwa-Gebietsreform durch die Fusion der drei Dörfer Yokoyama, Oshikira (beide aus dem Kreis Ost-Tagawa) und Tōgō (Kreis West-Tagawa). Der Name Mikawa (三川), wörtlich „drei Flüsse“, bezieht sich auf Akagawa (赤川), Fujishima (藤島川 Fujishima-gawa) und Ōyama (大山川 Ōyama-gawa), die durch das Gemeindegebiet fließen bzw. seine Grenzen bilden. Zur Stadt wurde Mikawa 1968.

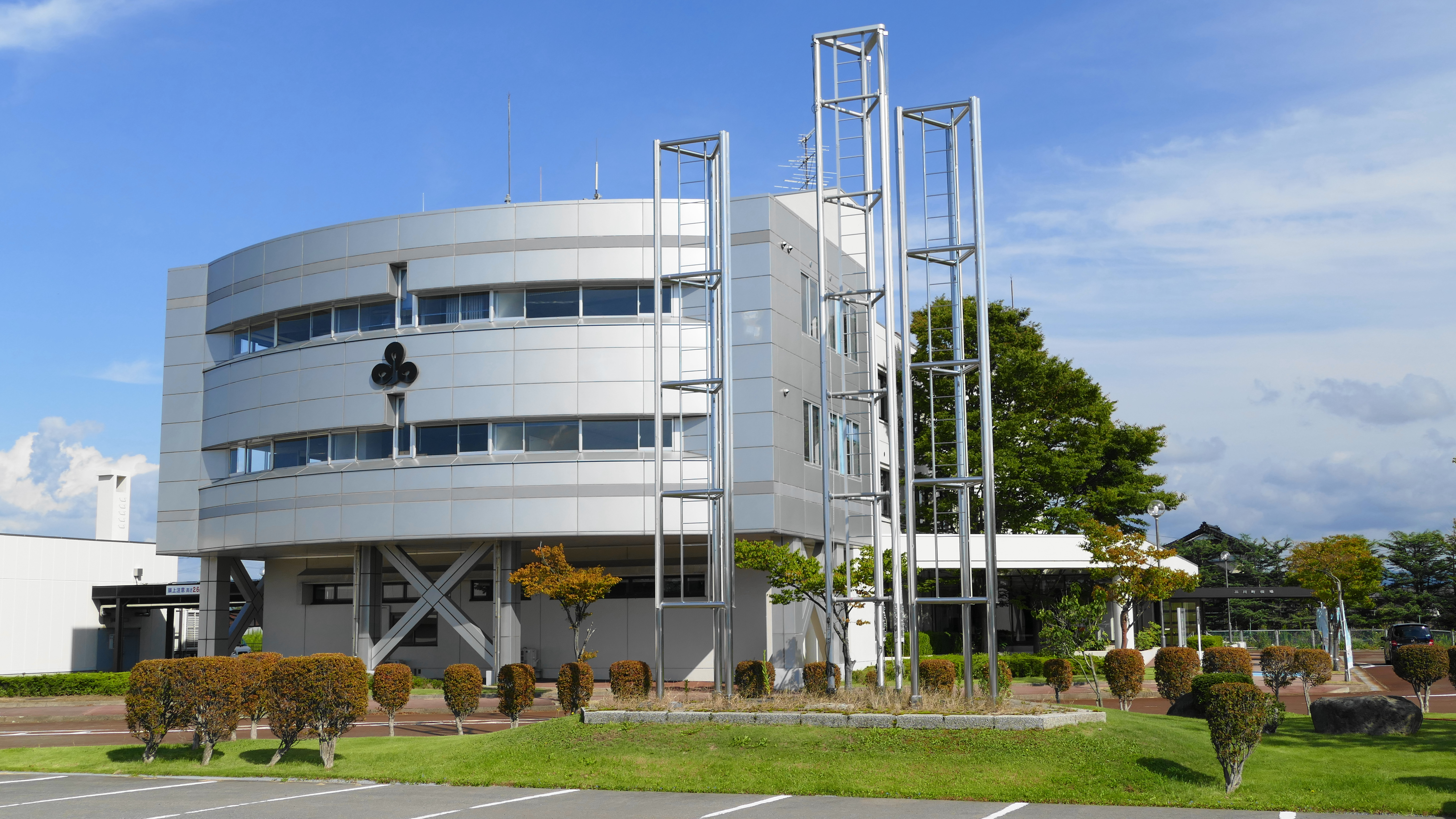
Rathaus von Mikawa
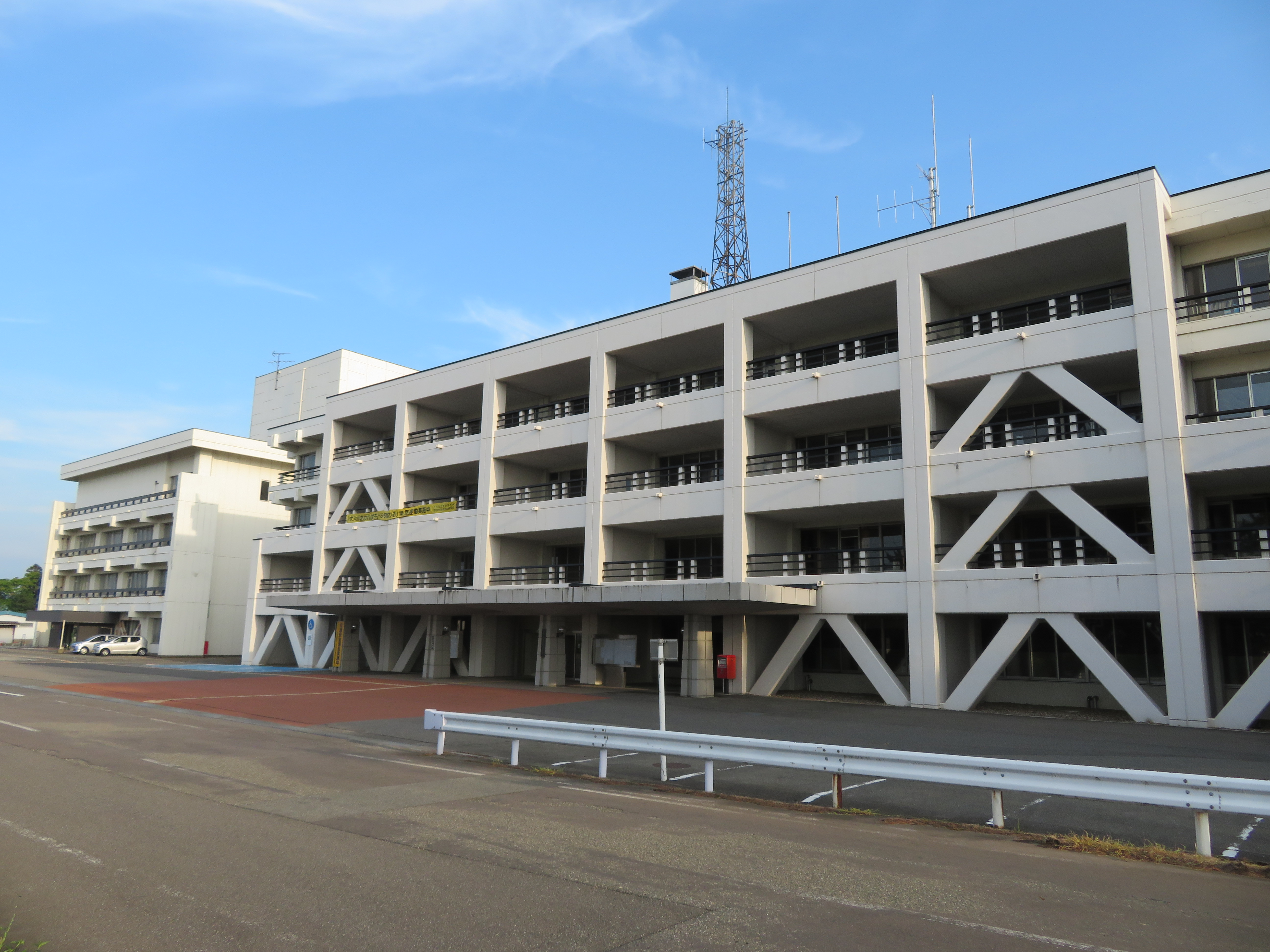
Gebäude der Unterpräfektur Shōnai
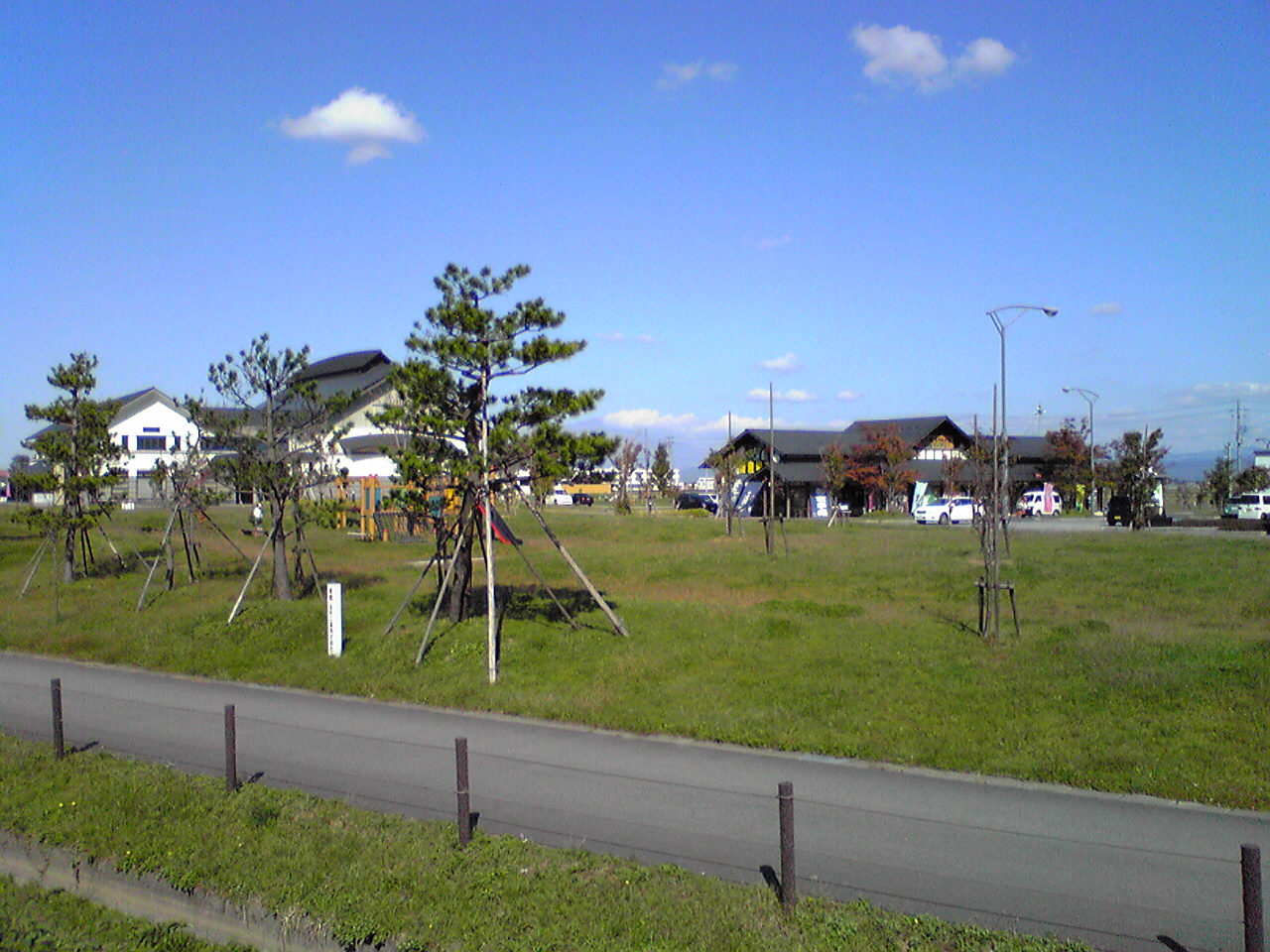
Raststätte (Michi no eki) Shōnai-Mikawa an der Präfekturstraße 333 von Yamagata (ehemalige Nationalstraße 7)
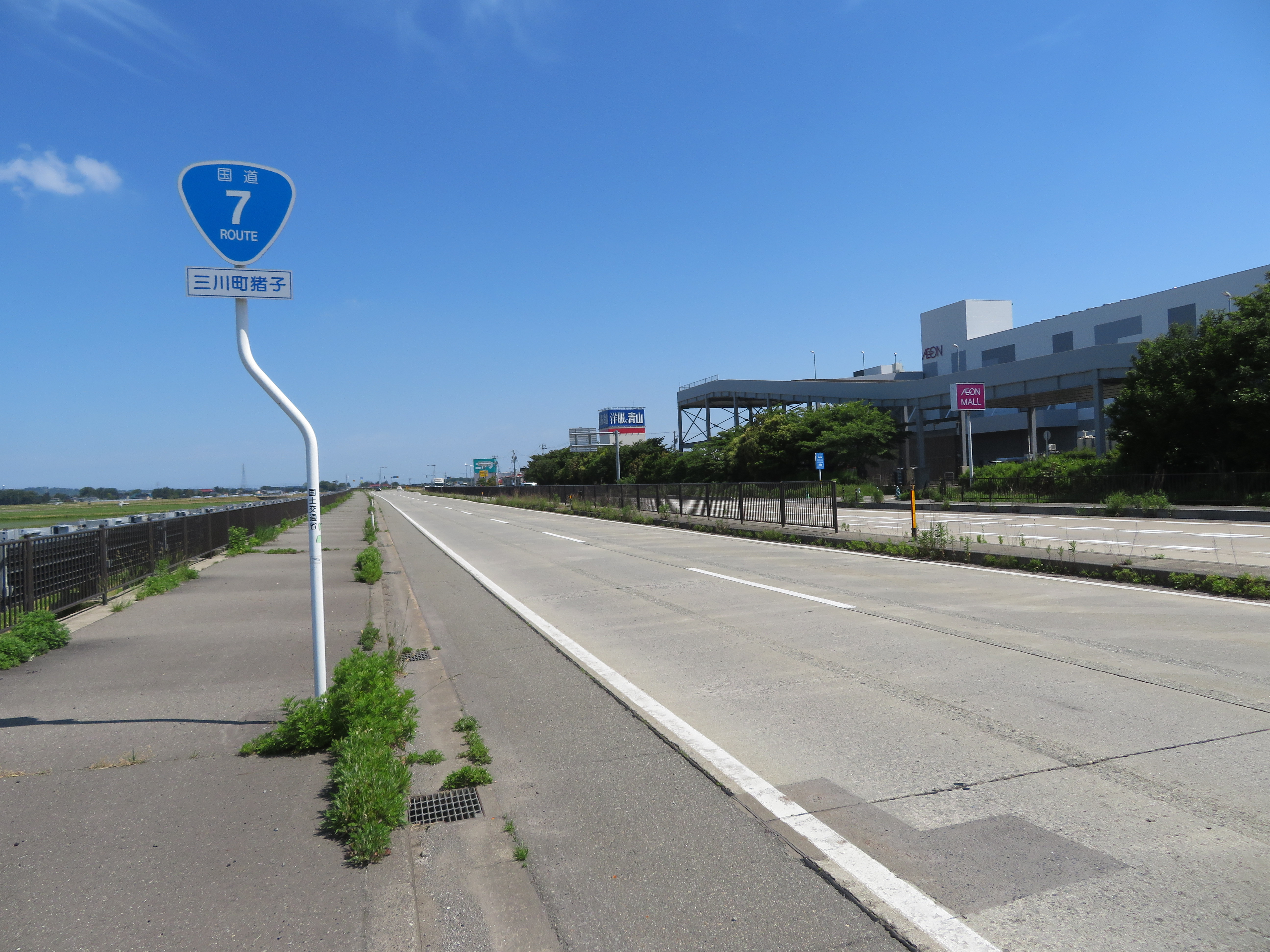
Heutige Nationalstraße 7 auf der 2003 vollendeten Ortsumgehung (Mikawa By-pass, 三川バイパス)
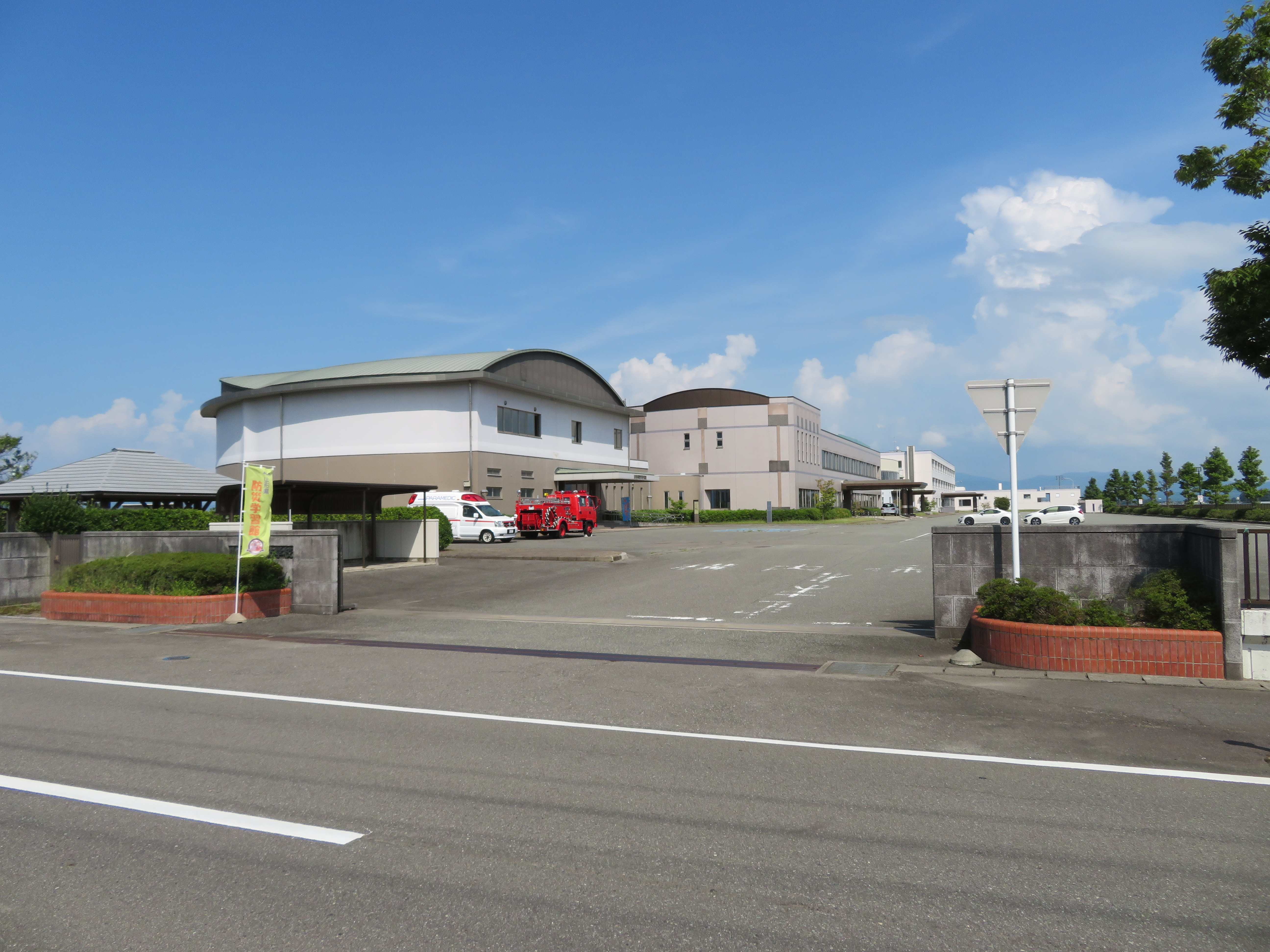
Katastrophenschutz-Lernzentrum der Präfektur Yamagata